# A Free Soul
A Free Soul is een Amerikaanse dramafilm uit 1931 onder regie van Clarence Brown. Het scenario is gebaseerd op de gelijknamige roman uit 1927 van de Amerikaanse auteur Adela Rogers St. Johns. Destijds werd de film in Nederland uitgebracht onder de titel Een vrije opvoeding.

## Verhaal
Stephen Ashe is een advocaat met een drankprobleem. Zijn vrijgevochten dochter Jan is verloofd met de polospeler Dwight Winthrop. Stephen kan de crimineel Ace Wilfong vrijpleiten in een moordzaak. Zijn dochter verbreekt haar verloving en krijgt verkering met Ace. Wanneer ze later een eind wil maken aan die relatie, blijkt dat minder eenvoudig dan ze had gedacht. Dwight kan de situatie niet langer aanzien en vermoordt zijn rivaal.

## Rolverdeling
| Acteur           | Personage       |
| ---------------- | --------------- |
| Norma Shearer    | Jan Ashe        |
| Leslie Howard    | Dwight Winthrop |
| Lionel Barrymore | Stephen Ashe    |
| Clark Gable      | Ace Wilfong     |
| James Gleason    | Eddie           |
| Lucy Beaumont    | Oma Ashe        |

## Prijzen en nominaties
| Jaar | Prijs  | Categorie                  | Genomineerde(n)  | Uitslag     |
| ---- | ------ | -------------------------- | ---------------- | ----------- |
| 1931 | Oscars | Beste mannelijke hoofdrol  | Lionel Barrymore | Gewonnen    |
| 1931 | Oscars | Beste vrouwelijke hoofdrol | Norma Shearer    | Genomineerd |
| 1931 | Oscars | Beste regie                | Clarence Brown   | Genomineerd |